# Norah McClintock
Norah McClintock (Pointe-Claire, 11 maart 1952 – 6 februari 2017) was een Canadees schrijver van kinderboeken.

## Werk
Norah McClintock werd in Canada tot de grote misdaadauteurs gerekend. Voor haar boeken won ze vier keer de Arthur Ellis-prijs voor beste misdaadboek voor jeugd. Eigenlijk was ze freelance redacteur, maar ondanks haar werk slaagde ze er in bijna jaarlijks een boek te schrijven.

## Bekroningen
- 1998: Arthur Ellis-prijs voor Het lijk in de kelder[1]
- 1999: Arthur Ellis-prijs voor Sins of the father[1]
- 2002: Arthur Ellis-prijs voor Doodsbang[1]
- 2003: Arthur Ellis-prijs voor Break en Enter[1]